# Cara Theobold
Cara Louise Theobold, née le 8 juin 1990, est une actrice britannique.
Elle s'est fait connaître pour son rôle d'Ivy Stuart dans la série télévisée historique Downton Abbey et travaille dans le doublage de jeux vidéo en prêtant notamment sa voix à Tracer.

## Biographie
Cara Theobold est née dans le Yorkshire. Elle étudie au Guildhall School of Music and Drama à Londres. 
Cara Theobold commence sa carrière d'actrice à la télévision avec Downton Abbey en 2012 avec son rôle d'Ivy Stuart.
En 2014, elle est présente dans Lovesick. Puis l'année suivante, elle tourne dans les séries Last Tango in Halifax, Call the Midwife, The Syndicate et Together.
En 2016, elle joue dans Level Up Norge et Crazyhead. Elle débute au cinéma dans Ibiza Undead d'Andy Edwards. 
Entre 2017 et 2019, elle tient un rôle secondaire aux côtés de Stana Katic et Patrick Heusinger dans la série Absentia.
En 2018, elle obtenu un petit rôle dans Ready Player One de Steven Spielberg et a joué dans le film polonais 303 Squadron de Denis Delic.
En 2019, elle fait une apparition dans les séries Manhunt et Flack et obtient un des rôles principaux de la comédie Zomboat !

### Cinéma
- 2016 : Ibiza Undead d'Andy Edwards : Ellie
- 2018 : Ready Player One de Steven Spielberg : Tracer
- 2018 : 303 Squadron (Dywizjon 303) de Denis Delic : Victoria Brown
- 2019 : Around the Sun d'Oliver Krimpas : Maggie
- 2021 : Les Promesses d'Amanda Sthers : Jane

### Séries télévisées
- 2012 - 2013 : Downton Abbey : Ivy Stuart
- 2014 : Lovesick : Ilona McLeod
- 2015 : Last Tango in Halifax : Holly
- 2015 : Call the Midwife : Marie Amos
- 2015 : The Syndicate : Sarah
- 2015 : Together : Ellen
- 2016 : Level Up Norge : Tracer (voix)
- 2016 : Crazyhead : Amy
- 2017 - 2019 : Absentia : Alice Durand
- 2018 : Kiri : Lucy
- 2019 : Manhunt : Laura Marsh
- 2019 : Flack : Caitlin
- 2019 : Zomboat ! : Jo
- 2023 : The Long Shadow : Jill Adams

### Téléfilms
- 2015 : Harry Price : Ghosthunter d'Alex Pillai : Sarah Grey

### Jeux vidéo
- 2016 : Overwatch : Tracer
- 2016 : Heroes of the Storm : Tracer
- 2022 : Elden Ring : Nepheli Loux
- 2022 : Overwatch 2 : Tracer

## Voix françaises
- Dorothée Pousséo dans :
  - Overwatch (voix)
  - Heroes of the Storm (voix)
  - Overwatch 2 (voix)

Et aussi
- Léopoldine Serre dans Downton Abbey (série télévisée)
- Ludivine Maffren dans Crazyhead (série télévisée)
- Flora Brunier dans Absentia (série télévisée)
- Christine Bellier dans Kiri (en) (mini-série)
- Céline Melloul dans 303 Squadron
- Noémie Orphelin dans Les Promesses
- Peggy Martineau dans Meurtres au paradis (série télévisée)
- Sabrina Marchese dans The Long Shadow (en) (série télévisée)